# Hanna Poznańska-Linde

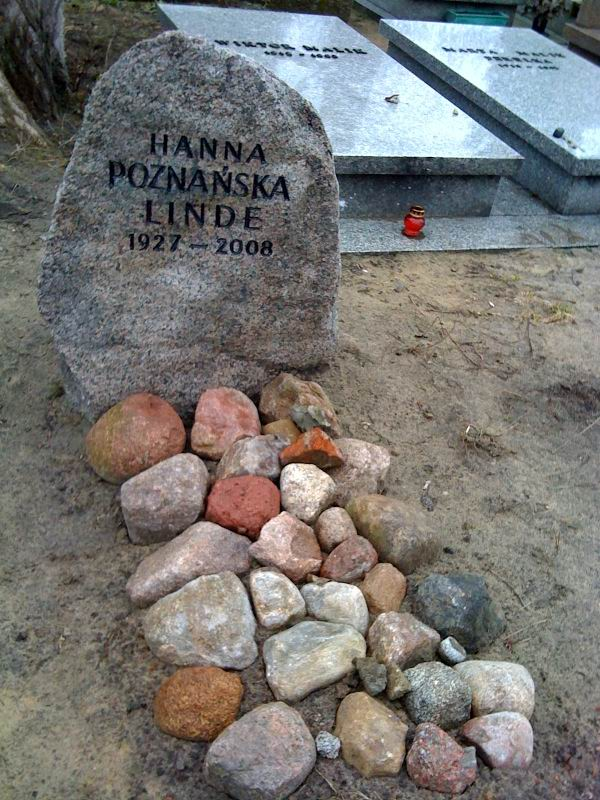
Grób Hanny Poznańskiej-Linde na cmentarzu żydowskim przy ulicy Okopowej w Warszawie

Hanna Poznańska-Linde (ur. 22 kwietnia 1927 w Łodzi, zm. 2 maja 2008 w Warszawie) – polska lekarka oraz działaczka społeczności żydowskiej i Stowarzyszenia Dzieci Holocaustu, profesor Akademii Medycznej w Bydgoszczy.
Podczas II wojny światowej wraz z matką i ojcem przebywała w getcie łódzkim. W trakcie likwidacji getta (sierpień 1944) wraz z rodzicami ukrywała się na jego terenie do czasu zakończenia okupacji niemieckiej w Łodzi 19 stycznia 1945 roku. Jej ojciec – Jakub Poznański prowadził w getcie dziennik, który został po wojnie dwukrotnie wydany (Dziennik z łódzkiego getta, Łódź 1960 i Warszawa 2002, wyd. 2 popr. i rozszerzone).
Po wojnie ukończyła studia na wydziale humanistycznym Uniwersytetu Łódzkiego i Akademię Medyczną w Łodzi. Specjalizowała się w zakresie chorób wewnętrznych i diagnostyki laboratoryjnej. Była pracownikiem naukowym w stopniu doktora habilitowanego w Akademii Medycznej w Bydgoszczy, na stanowisku profesora uczelnianego. Przez dziesięć lat była kierownikiem Katedry Diagnostyki Laboratoryjnej. Działała w Stowarzyszeniu Dzieci Holocaustu.
Hanna Poznańska-Linde jest pochowana na cmentarzu żydowskim przy ulicy Okopowej w Warszawie (kwatera 2).
Współautorka lub redaktorka publikacji:
- Hanna Poznańska et al. 2000. Review of laboratory medicine. Warszawa, Uniwersytet Medyczny.
- Hanna Poznańska-Linde i Grażyna Odrowąż-Sypniewska (red.) 2000. Wybrane zagadnienia z diagnostyki laboratoryjnej. Akademia Medyczna im. Ludwika Rydygiera w Bydgoszczy, Wydawnictwo Uczelniane Akademii Medycznej.

Przełożyła publikacje zagraniczne:
- Daschner F. 1995. Podręczny poradnik antybiotykoterapii. Warszawa, Springer PWN, 304 s. ISBN 83-86637-20-X.
- Emond R. T. D. et al. 1996. Atlas chorób zakaźnych. Red. nauk. wyd. pol. Janusz Cianciara. Warszawa, Springer PWN, 1996.
- Gary C. Rosenfeld et al. 2007. Wielki leksykon leków. Red. Hanna Kalinowska, Ewa Turczyńska. Warszawa, Wydawnictwo Amber.